# André de Ryckman de Winghe
André Corneille Jean de Ryckman de Winghe (Diest, 29 augustus 1795 - Leuven, 1 maart 1869) was een Belgisch senator.

## Levensloop
De Ryckman was een zoon van Lambert de Ryckman, schout van Diest, en van Marie Vandervekene. Hij trouwde met Félicité de Spoelberch (1804-1882) en ze hadden drie kinderen, die de laatste nazaten in deze familie waren. Hij was de schoonvader van senator Jules Roberti.
Hij verkreeg, samen met zijn twee broers, adelserkenning in 1822.
In 1851 werd hij katholiek senator voor het arrondissement Leuven en vervulde dit mandaat tot in 1859. Hij was provincieraadslid voor Brabant van 1848 tot 1851. Hij was ook burgemeester van Pellenberg, van 1827 tot 1841.